# Bletchley Park
Bletchley Park, også kaldet Station X er et gods, som ligger i byen Bletchley i Buckinghamshire. Siden 1967 har Bletchley været en del af Milton Keynes, England.
Under 2. Verdenskrig var Bletchley Park sæde for Storbritanniens vigtigste center for dekryptering af fjendtlige meddelelser. Krypterede meddelelser fra en række Aksemagter blev dekrypteret her, og vigtigst var tydningen af kodemeddelelser dannet af de tyske Enigma- og Lorenz-maskiner.
De efterretninger, som blev indsamlet på Bletchley Park, fik kodenavnet Ultra, og får æren for at have givet de allierede uvurderlig hjælp og forkortet krigen, om end Ultras præcise betydning fortsat studeres og diskuteres.
Bletchley Park er i dag et museum, som drives af Bletchley Park Trust og er åben for offentligheden. Hovedbygningen anvendes også ved arrangementer og bryllupper. En del af indtægterne herfra går til vedligeholdelse af museet.

## Tidlige historie
Ejendommen Bletchley Park var tidligere en del af herresædet Eaton, som omtales i Domesday Book i 1086. Browne Willis byggede slottet i 1711, men det blev revet ned af Thomas Harrison, som havde købt ejendommen i 1793. Godset blev først kendt som Bletchley Park, da det var ejet af Samuel Lipscomb Seckham, som købte det i 1877. Ejendommen blev solgt den 4. juni 1883 til Sir Herbert Samuel Leon (1850–1926), en finansmand og liberalt parlamentsmedlem. Leon udbyggede et eksisterende hus til det nuværende.
Arkitekturen er en blanding af victoriansk gotik, tudor og hollandsk barok, og var genstand for mange morsomme kommentarer fra de, som arbejdede der eller besøgte stedet under 2. Verdenskrig. Leons ejendom var på 235 ha, hvoraf Bletchley Park udgjorde de 22. Leons kone Fanny døde i 1937, og i 1938 blev stedet solgt til en entreprenør, som regnede med at nedrive bygningerne og bygge boliger i stedet. Inden nedrivningen kunne gå i gang, købte admiral Sir Hugh Sinclair (direktør for flådens efterretningstjeneste, leder af MI6 og grundlægger af Government Code and Cypher School) stedet for sine egne penge (£7.500), efter at det ikke var lykkedes ham at overtale noget ministerium til at betale for det. Den kendsgerning, at det var Sinclair og ikke regeringen, som ejede stedet, var ikke kendt i bredere kredse indtil 1991, hvor det nær var blevet solgt til byfornyelse.
For at skjule deres egentlige formål beskrev de første regeringsbesøgende på Bletchley Park sig som "Captain Ridley's shooting party".
Ejendommen lå hensigtsmæssigt på "Varsity Line" (nu stort set lukket) mellem universiteterne i Oxford og Cambridge, som leverede mange af kodebryderne til jernbaneknudepunktet med hovedlinjen til vestkysten fra London. Den blev også valgt på grund af nærheden til hovedvejen A5 til London og til et af telefonvæsenets hovedkabler.

## 2. Verdenskrig
Fem uger inden 2. Verdenskrigs udbrud afslørede Polens cifreringsbureau Biuro Szyfrów, hvor langt man var kommet med at dekryptere de tyske Enigma meddelelser overfor den franske og den engelske efterretningstjeneste på et møde i Warszawa.
Den "første bølge" fra Government Code and Cypher School (GC&CS) flyttede til Bletchley Park den 15. august 1939. Hovedstyrken på GC&CS, som omfattede sektioner for flåden, hæren og luftvåbenet var i stueetagen sammen med en telefoncentral, et fjernskriverrum, et køkken og en spisestue. Overetagen blev tildelt MI6. De præfabrikerede træhytter var stadig under opførelse, og i begyndelsen var hele "skydeselskabet" stuvet sammen i det eksisterende hus, dets stalde og hytter. De var for små, så Elmers School, en kostskole for drenge i nærheden, blev anskaffet til brug for de kommercielle og diplomatiske sektioner.
Der blev etableret et radiorum i ejendommens vandtårn, og det fik kodenavnet "Station X", en betegnelse, som sommetider anvendes om hele komplekset på Bletchley Park. "X" står for romertallet 10, idet det var den 10. station af sin art, der blev åbnet. På grund af de lange radioantenner blev radiostationen flyttet fra Bletchley Park til det nærliggende Whaddon for ikke at trække opmærksomhed til stedet.
På lyttestationer – Y-stationerne (såsom den ved Chicksands i Bedfordshire og Beaumanor Hall i Leicestershire), indsamlede krigsministeriets "Y" Gruppe hovedkvarter rå meddelelser, som efterfølgende blev behandlet på Bletchley. Kodemeddelelser blev nedskrevet ï håndskrift og sendt til Bletchley på papir med motorcykelkurerer eller, senere, med fjernskriver. Bletchley Park huskes først og fremmest for at have brudt meddelelser kodet med de tyske Enigma maskiner, men den største bedrift var nok, at man knækkede de tyske "Fish" fjernskriverkoder fra den tyske overkommando.
Efterretningerne, som blev indhentet fra dekrypterede meddelelser på Bletchley, fik kodenavnet "Ultra". De bidrog kraftigt til den allierede succes med at besejre ubådene i Slaget om Atlanten og til de britiske sejre i slaget ved Cape Matapan og slaget ved Nordkap.
Da De Forenede Stater gik ind i krigen, enedes Winston Churchill med Franklin D. Roosevelt om at slå ressourcerne sammen, og en række amerikanske kryptografer blev overført til Bletchley Park. Mens briterne fortsatte med at arbejde på de tyske koder, koncentrerede amerikanerne sig om de japanske.
Den eneste direkte kamphandling, som stedet oplevede, var, da tre bomber – som formentlig var tiltænkt jernbanestationen, blev kastet den 20. – 21. november 1940. En bombe eksploderede ved kurerernes indgang og fik hele hytte 4 til at flytte sig 60 cm på sit fundament. Da hytten stod på teglstenspæle, trak arbejdsfolk den bare tilbage på plads, mens arbejdet fortsatte indendøre.
En filial af Bletchley Park blev etableret ved Kilindini i Kenya for at bryde de japanske koder. Med en kombination af håndelag og held lykkedes det. Den japanske handelsflåde havde lidt tab på 90 % ved krigens slutning, bl.a. på grund af dekryptering.
Efter krigen henviste Churchill til staben på Bletchley som "Mine gæs, som lagde de gyldne æg og aldrig kaglede".

## Kryptoanalyse
De fleste af de meddelelser, der blev genstand for kryptoanalyse på Bletchley Park, var krypteret med forskellige versioner af Enigma krypteringsmaskinen.
Fra 1943 blev Colossus, en af de første elektroniske computere, bygget for at bryde de tyske fjernskriverkoder on line (Lorenz koder – kaldet "Tunny").
Colossus var konstrueret og bygget af Tommy Flowers og hans hold på Post Office Research Station ved Dollis Hill. Colossus-serien af maskiner, hvoraf der var, ti da krigen sluttede, blev anvendt på Bletchley Park i en sektion kaldet "Newmanry" efter lederen Max Newman.
Omkring 9.000 mennesker var beskæftiget på Bletchley Park, da aktiviteten var på sit højeste i januar 1945, og over 10.000 arbejdede der på et tidspunkt under krigen. Blandt de berømte matematikere og kryptoanalytikere, der arbejdede dér, var Alan Turing. En række af de ansatte på Bletchley Park blev rekrutteret på grund af forskellige intellektuelle præstationer, uanset om de var skakmestre, krydsordseksperter, talte mange sprog eller var dygtige matematikere. I et nu velkendt eksempel blev evnen til at løse The Daily Telegraphs krydsord på under 12 minutter benyttet ved en ansættelsestest. Avisen blev bedt om at organisere en krydsordskonkurrence, og bagefter blev alle de, som havde klaret udfordringen, kontaktet og spurgt, om de var parate til at påtage sig "en særlig type arbejde som et bidrag til krigsindsatsen". Konkurrencen i sig selv blev vundet af F. H. W. Hawes fra Dagenham, som var færdig med krydsorden på under otte minutter.

## Efter krigen
Efter krigen blev meget af det anvendte udstyr og tegningerne ødelagt. Selv om tusinder af mennesker var involveret i afkodningen, forblev deltagerne tavse i årtier om, hvad de havde foretaget sig under krigen, og det var først i 1970'erne at arbejdet på Bletchley Park blev afsløret for offentligheden i almindelighed. Efter krigen tilhørte stedet flere ejere, heriblandt British Telecom, Civil Aviation Authority og PACE (Property Advisors to the Civil Estate). GCHQ (Government Communications Headquarters), arvtagerne til GC&CS, holdt op med at afvikle træningskurser på Bletchley Park i 1987.
Det lokale hovedkvarter for GPO havde til huse her og rummede alle ingeniørerne i området sammen med alle deres støttefunktioner. Eastern Region training school havde også hjemme i parken og blev senere en del af det nationale BT management college (British Telecom), som flyttede hertil fra Horwood House. Der var også et lærerseminar.
I 1991 var stedet næsten tomt, og bygninger var i fare for at blive revet ned. Den 10. februar 1992 erklærede byrådet i Milton Keynes det meste af parken for fredet område. Tre dage senere blev Bletchley Park Trust etableret for at vedligeholde stedet som et museum viet til kodeknækkerne. Stedet blev åbnet for besøgende i 1993, og i juli 1994 blev museet officielt åbnet af hertugen af Kent som stedets protektor. Den 10. juni 1999 indgik trusten en aftale med ejeren, hvorved kontrollen over en stor del af stedet overgik til trusten.
Trusten er baseret på frivillige og er afhængig af støtte fra offentligheden for at fortsætte sin indsats. Christine Large blev udpeget til direktør for trusten i marts 1998. Den 1. marts 2006 meddelte trusten, at Simon Greenish var blevet udpeget til kommende direktør og skulle arbejde sammen med Large i 2006, taking over on 1. maj 2006.
I oktober 2005 donerede den amerikanske milliardær Sidney Frank £500.000 til Bletchley Park Trust for at finansiere et nye videnskabscenter dedikeret til Alan Turing.
En gruppe under ledelse af Tony Sale har påtaget sig at lave en rekonstruktion af Colossus computeren i blok H. En anden gruppe er gået i gang med at rekonstruere bombe under ledelse af John Harper. Den 6. september 2006, demonstrerede trusten, at Bombe var i gang igen.
|  |  |  |

I 2008 underskrev The National Museum of Computing en 25 års lejeaftale vedrørende blok H i parken for at etablere deres museum om historien om computere. Selv om de er adskilte juridiske personer, arbejder de to truster tæt sammen.
I april 2008 meddelte forretningsføreren for Radio Society of Great Britain at de flyttede societetets "offentlige hovedkvarter" (bibliotek, radio station, museum og boghandel) til Bletchley Park. RSGB havde til hensigt at åbne "RSGB Pavilion" i Bletchley Park sidst på sommeren eller det tidlige efterår 2008. Imidlertid viste det sig, at den bygning, de var tildelt, var for dyr at renovere, og der er forslag fremme om bygning af en ny bygning indenfor Bletchley Park.

## Bygninger
Hytterne var kendetegnet ved numre. I nogle tilfælde blev hyttenumrene knyttet lige så meget til det arbejde, der foregik i dem, som til bygningerne selv. Af den grund blev sektioner, der flyttede til større bygninger, stadig omtalt med deres hyttenummer.
Nogle hyttenumre og de tilknyttede opgaver er:
- Hytte 1 – den første hytte, som blev bygget i 1939[21]
- Hytte 3 – efterretninger: oversættelse og analyse af dekrypterede Enigma meddelelser vedrøren hær og luftvåben
- Hytte 4 – flådens efterretningsvæsen: analyse af dekrypterede Enigma meddelelser vedr. flåden.
- Hytte 6 – Kryptanalyse af hær og luftvåbens Enigma[22]
- Hytte 7 – Kryptanalyse af japanske flåde koder[23][24]
- Hytte 8 – Kryptanalyse af flådens Enigma
- Hytte 10 – Meteorologisk sektion[25]
- Hytte 11 – Den første "Bombe" bygning[26]
- Hytte 14 – hoved fjernskriver bygning[27]

## I folkelig kultur
- Bletchley blev kendt af en større offentlighed gennem dokumentarserien fra 1999 Station X.[28]
- Bletchley var centralt placeret i Enigma og dens filmudgave fra 2001
- BBC Radio 4 sitcom Hytte 33 foregår også på Bletchley.[29]
- ITV fjernsynsserien Danger UXB indeholdt figuren Steven Mount som var kodeknuser på Bletchley, og blev presset til nervesammenbrud og selvmord af arbejdet.
- En fiktiv udgave af Bletchley Park optræder i romanen Cryptonomicon af Neal Stephenson.

## Yderligere læsning
- Peter Calvocoressi, Top Secret Ultra, Baldwin, new edn 2001. ISBN 978-0-947712-41-9
- Ted Enever, Britain's Best Kept Secret: Ultra's Base at Bletchley Park, 3rd edition, 1999, ISBN 0-7509-2355-5.
- F. H. Hinsley and Alan Stripp, eds. Codebreakers: The Inside Story of Bletchley Park, Oxford University Press, 1993, ISBN 0-19-820327-6.
- Christine Large, Hijacking Enigma: The Insider's Tale, 2003, ISBN 0-470-86346-3.
- Hugh Sebag-Montefiore, Enigma: the Battle for the Code, London, Weidenfeld & Nicolson, 2000, ISBN 978-0-471-49035-7.
- Michael Smith, Station X, Channel 4 Books, 1998. ISBN 0-330-41929-3 or ISBN 0-7522-2189-2
- Doreen Luke, My Road to Bletchley Park Arkiveret 28. september 2007 hos  Wayback Machine. Baldwin, 3rd edn 2005. ISBN 978-0-947712-44-0
- Peter Hilton, "Reminiscences of Bletchley Park, 1942–1945 Arkiveret 8. oktober 2006 hos  Wayback Machine", AMS History of Mathematics, Volume 1: A Century of Mathematics in America, AMS, Providence, RI, 1988,

- Gordon Welchman, The Hut Six Story: breaking the Enigma codes. Baldwin, new edn 1997, ISBN 978-0-947712-34-1

## Eksterne kilder
- Bletchley Park Trust Arkiveret 29. juli 2004 hos  Wayback Machine
- Bletchley Park — Virtual Tour — af Tony Sale
- The National Museum of Computing (placeret på Bletchley Park)
- "New hope of saving Bletchley Park for nation" Arkiveret 6. februar 2006 hos  Wayback Machine (Daily Telegraph 3. marts 1997)

51°59′47″N 0°44′33″V / 51.99649°N 0.74256°V